# Andy Coulson
Andy Coulson (vollständiger Name Andrew Edward Coulson; * 21. Januar 1968 bei Billericay, Essex) ist ein britischer Journalist, PR- und Politikberater. Er war Chefredakteur der Wochenzeitung News of the World, die im Juli 2011 eingestellt wurde, und Berater des britischen Premiers David Cameron.

## Leben
Coulson wuchs in Wickford, Distrikt Basildon, auf. Er besuchte von 1979 bis 1986 die Beauchamps High School. Von 1986 bis 1988 arbeitete er als Reporter für das Basildon Evening Echo. Für The Sun war er von 1988 bis 1994 als Reporter aus dem Showgeschäft tätig. 1994 arbeitete er kurzzeitig für die Daily Mail, kehrte aber wieder zur Sun zurück. Nach anderen Aufgaben übernahm er 2003 die Chefredaktion von News of World als Nachfolger von Rebekah Brooks. Im Januar 2007 trat er von dem Amt zurück, nachdem eine Abhöraffäre von Mitarbeitern der Zeitung bekannt geworden war. Im Juli 2007 wurde er Kommunikationsdirektor der Conservative Party.
Nach der Wahl David Camerons zum Premierminister wurde er dessen Berater. Im Juli 2011 wurde bekannt, dass Coulson vor seiner Einstellung als Regierungssprecher nicht den sonst üblichen strengen Sicherheitsüberprüfungen (security vetting) unterzogen wurde.
Die Abhöraffäre nahm ihren Lauf, als ein Reporter der News of the World, Clive Goodman wegen illegaler Telefonüberwachung überführt und verurteilt wurde. Goodmans illegale Methoden waren bereits Ende 2005 entdeckt worden, als er über Details eines privaten Geschäfts berichtete, das Prinz William mit einem TV-Journalisten abgeschlossen hatte. Goodman wurde verhaftet und bekannte sich schuldig, mit Unterstützung des Privatdetektivs Glenn Mulcaire illegal Telefonate von Mitgliedern der Königlichen Familie belauscht zu haben. Goodman und Mulcaire wurden im Januar 2007 zu mehrmonatigen Haftstrafen verurteilt. Noch am selben Tag gaben die News of the World bekannt, Coulson habe seinen Chefposten aufgegeben. Durch diesen Schritt konnte u. a. eine Untersuchung durch den britischen Presserat verhindert werden.
Coulson stritt jegliches Wissen über das kriminelle Vorgehen seiner Untergebenen ab und behauptet bis heute, von Clive Goodmans Aktivitäten nicht das Geringste gewusst zu haben.
Der damalige konservative Oppositionsführer David Cameron ernannte Coulson im Juli 2007 zum Kommunikationsdirektor der Conservative Party. Nach der Wahl David Camerons zum Premierminister wurde er Regierungssprecher und Camerons engster Berater.
Im Juli 2011 wurde bekannt, dass Coulson vor seiner Einstellung als Regierungssprecher nicht den sonst üblichen strengen Sicherheitsüberprüfungen (security vetting) unterzogen wurde.
Die Abhör-Affäre flammte 2009 wieder auf, als der Guardian meldete, News of the World habe Prominenten, deren Telefone angezapft worden seien, Geld gezahlt, damit diese von Anzeigen gegen das Blatt absahen. Auch Scotland Yard nahm erneut Untersuchungen auf. Sie ergaben, dass nicht nur Mitglieder der britischen Königsfamilie, sondern auch Politiker, Sportler und Schauspieler abgehört worden waren.
Anfang September 2010 veröffentlichte die New York Times dann neue Beweise gegen Coulson. U.a. wurde Sean Hoare, ein früherer Redakteur der News of the World mit den Worten zitiert: Coulson habe „actively encouraged me to do it“ („...hat mich aktiv ermuntert das [Handy-Mailboxen abzuhören] zu tun“).
Hoare’s Aussage wurde laut New York Times von weiteren Mitarbeitern des britischen Blattes bestätigt.
Ein anderer ehemaliger Redakteur sagte der Zeitung: „Ich saß in Dutzenden, wenn nicht Hunderten Meetings mit Andy“, in denen das Abhören von Handy-Mailboxen zur Sprache gekommen ist.
Nachdem der öffentliche Druck zu groß wurde, gab Coulson im Januar 2011 seinen Posten auf. Allerdings beharrte er weiterhin darauf, es sei eine nicht zu beweisende Unterstellung, unter seiner Ägide hätten illegale Abhöraktivitäten zum Handwerkszeug der Zeitung gehört. In seiner Rücktrittsbegründung erklärte er: „Ich stehe zu dem, was ich über diese Vorgänge gesagt habe. Aber wenn der Pressesprecher einen Pressesprecher braucht, wird es Zeit, weiterzuziehen.“
Am 8. Juli 2011 nahm die Polizei Coulson unter dem Verdacht der Korruption und illegaler Recherchen vorübergehend fest. Ihm wurde vorgeworfen, die Auszahlung von für Polizisten bestimmten Bestechungsgeldern genehmigt zu haben.
Am 16. August 2011 wurde durch die Veröffentlichung eines am 2. März 2007 verfassten Briefes des ehemaligen News of the World-Journalisten Clive Goodman (s. o.) dann deutlich, dass die gesamte Führungsriege der News of the World von den illegalen Abhörpraktiken ihrer Journalisten gewusst hat.
Goodman hatte wegen der illegalen Abhörpraktiken der Zeitung eine Haftstrafe verbüßen müssen und seinen Job bei News of the World verloren. Den Brief verfasste er, nachdem er aus dem Gefängnis entlassen worden war. In seinem nun vom Medienausschuss des britischen Parlaments veröffentlichten Schreiben erklärte er, er habe mit voller Unterstützung der Führung gehandelt. Andere hochrangige Angestellte des Blattes seien über seine Abhöraktivitäten informiert gewesen. Zahlreiche seiner Kollegen hätten ebenfalls Telefone angezapft.
„This practice was widely discussed in the daily editorial conference, until explicit reference to it was banned by the Editor.“ („Dieses Vorgehen [das Anzapfen von Telefonen zur Beschaffung brisanter Informationen] ist in den täglichen Redaktionssitzungen breit diskutiert worden, bis eine eindeutige Bezugnahme [auf diese Praktiken] vom Chefredakteur [Andy Coulson] verboten wurde“.)
Außerdem hätten der damalige Chefredakteur Andy Coulson und der Leiter der Rechtsabteilung der Zeitung, Tom Crone, ihm versprochen, er könne, wenn er das Blatt oder andere Mitarbeiter der News of the World in dem Verfahren aus der Sache heraushalte, erneut einen Job bei der Zeitung bekommen.
Im Juli 2012 wurde Coulson offiziell wegen Anstiftung zu illegaler Telefonüberwachung und weiterer damit im Zusammenhang stehender Delikte angeklagt. Im Oktober 2013 begann der Prozess gegen Coulson, Rebekah Brooks und sechs weitere Angeklagte.  Der Prozess endete im Juni 2014. Während die übrigen Angeklagten einen Freispruch erhielten, wurde Andy Coulson in einem der Anklagepunkte, der Anstiftung zu illegaler Telefonüberwachung, für schuldig befunden. Er wurde zu einer Haftstrafe von 18 Monaten verurteilt. Die Staatsanwaltschaft kündigte an, Coulson wegen mehrerer Anklagepunkte erneut vor Gericht zu bringen.
Am 3. Juni 2015 entschied der High Court in Edinburgh, Coulson sei nicht schuldig im Sinne einer Anklage wegen Falschaussage unter Eid. Das Gericht stimmte damit der Verteidigung in der Ansicht zu, dass Coulsons Falschaussage in einem Prozess gegen Tommy Sheridan 2010 das damalige Urteil nicht beeinflusst habe, da diese Aussage nicht den Gegenstand der Verhandlung betraf und damit nicht als Falschaussage anzusehen sei. Coulson hatte damals ausgesagt, dass er nichts von illegaler Telephonüberwachung gewusst habe, nachdem die Zeitung über Sheridans Privatleben berichtet hatte, was Sheridan zunächst zu einer Verleumdungsklage veranlasste und daran anschließend einen Prozess sowie eine Verurteilung wegen Falschaussage einbrachte. Im Prozess um Sheridans Falschaussage soll es zu der Coulson vorgeworfenen Falschaussage gekommen sein, von der Coulson nun freigesprochen wurde. Die Anklage hatte, nachdem das Urteil am 1. Juni formell feststand, noch um Bedenkzeit über einen Einspruch gebeten, diesen dann aber doch verworfen, so dass das Urteil rechtskräftig ist.
Am 11. Januar 2016 gründete Coulson zusammen mit dem Marketingberater William Andrews die Public-Relations-Agentur C and C Advisory, die kurze Zeit später unter dem Namen Coulson Chapell auftrat und von Coulson zusammen mit Henry Chapell dem Gründer der Public Relations Agentur Pitch geleitet wird. Im März 2017 wurde Coulsons PR-Agentur der Auftrag der Telegraph Media Group unter der Leitung von Murdoch MacLennan erteilt, das Ansehen des Daily Telegraph und des Sunday Telegraph dahin gehend zu stärken, dass die Zeitungen als ehrlich Publikationen und Autoritäten erschienen. Murdoch MacLennan gilt als der beste Freund Coulsons und hatte für diesen im Prozess um die News of the World ausgesagt.